# Машков, Алексей Захарович
Машков Алексей Захарович (1921—1996) — советский офицер, Герой Советского Союза (29 октября 1943 года).

## Биография
Алексей Захарович Машков родился 20 июня 1921 года в деревне Кульбакино Смоленской губернии. Русский. В 1920-х годах семья переехала в Ярцево, где мать устроилась на ткацкую фабрику. Алексей учился в средней школе № 1 («Белая школа»), тут же вступил в комсомол. В 1939 поступил в Пятигорский педагогический институт (физико-математический факультет). Осенью 1939 был призван в армию, направлен в артиллерийскую часть. В начале июня 1941 года за отличие в боевой и политической подготовке получил офицерское звание.

### Участие в Великой Отечественной войне и подвиг
В 1942 году окончил курсы «Выстрел» и в том же году попал на фронт.
С 1943 года член ВКП(б)/КПСС.
20 сентября 1943 года командуя артиллерийской батареи 899-го артиллерийского полка (337-я стрелковая дивизия 40-й армии Воронежского фронта) старший лейтенант Машков, несмотря на яростный огонь противника, в числе первых с ходу преодолел реку Днепр, и огнём вверенной ему батареи способствовал удержанию и расширению плацдарма, а также прикрытию переправы (в районе села Бучак Каневского района Черкасской области Украины).
29 октября 1943 года указом Президиума Верховного Совета СССР за образцовое выполнение боевых заданий командования на фронте борьбы с немецко-фашистским захватчиками и проявленные при этом мужество и героизм старшему лейтенанту Машкову Алексею Захаровичу присвоено звание Героя Советского Союза с вручением ордена Ленина и медали «Золотая Звезда» (№ 1198).

### После войны
После окончания войны, в 1945 году, окончил Высшую офицерскую артиллерийскую школу в Ленинграде. В 1951 году окончил Военную академию имени Ф. Э. Дзержинского.
С июля 1960 года служил офицером оперативного управления Главного штаба Ракетных войск стратегического назначения.
В 1981 году ушёл в отставку.
Жил в Москве. Умер 27 сентября 1996 года. Похоронен на Преображенском кладбище.

## Награды
- Герой Советского Союза (29 октября 1943);
- орден Ленина;
- орден Отечественной войны I степени;
- два ордена Красной Звезды;
- орден «За службу Родине в Вооружённых Силах СССР» III степени;
- медали.